# Raquetebol nos Jogos Pan-Americanos de 2019 - Individual masculino
A competição do individual masculino foi um dos eventos do raquetebol nos Jogos Pan-Americanos de 2019, em Lima. Foi disputada no cluster da Villa Deportiva Regional del Callao de 2 a 7 de agosto.
 O mexicano Rodrigo Montoya conquistou o ouro ao derrotar o colega de equipe Alvaro Beltran na final. Foi a primeira medalha de ouro individual de um mexicano no Raquetebol nos Jogos Pan-Americanos. Os atletas dos Estados Unidos haviam ganhado ouro em todas as edições anteriores, mas sequer chegaram ao pódio em 2019.

## Calendário
Horário local (UTC-5).
| Data        | Horário | Fase                                |
| ----------- | ------- | ----------------------------------- |
| 2 de agosto | 10:00   | Fase de grupos                      |
| 3 de agosto | 10:00   | Fase de grupos                      |
| 4 de agosto | 10:00   | Fase de grupos                      |
| 5 de agosto | 10:00   | Oitavas de final e Quartas de final |
| 6 de agosto | 12:00   | Semifinal                           |
| 7 de agosto | 10:00   | Final                               |

## Medalhistas
| Ouro   | MEX Rodrigo Montoya                    |
| Prata  | MEX Álvaro Beltrán                     |
| Bronze | BOL Conrrado Moscoso COL Mario Mercado |

## Fase de grupos
A competição iniciou em uma fase de grupos, com os atletas divididos em sete grupos. Os dois primeiros em cada grupo avançaram à fase final. Os grupos foram anunciados no encontro técnico no dia anterior à disputa.

### Grupo A
| Raquetebolista     | J | V | D | SG | SP | PG | PP | Saldo |
| ------------------ | - | - | - | -- | -- | -- | -- | ----- |
| Conrrado Moscoso   | 2 | 1 | 1 | 3  | 3  | 72 | 71 | 1     |
| Jose Daniel Ugalde | 2 | 1 | 1 | 3  | 3  | 68 | 68 | 0     |
| Andres Acuña       | 2 | 1 | 1 | 3  | 3  | 64 | 65 | -1    |

### Grupo B
| Raquetebolista | J | V | D | SG | SP | PG | PP | Saldo |
| -------------- | - | - | - | -- | -- | -- | -- | ----- |
| Álvaro Beltrán | 2 | 2 | 0 | 4  | 0  | 60 | 35 | 25    |
| Felipe Camacho | 2 | 1 | 1 | 2  | 3  | 58 | 61 | -3    |
| Fernando Rios  | 2 | 0 | 2 | 1  | 4  | 45 | 67 | -22   |

### Grupo C
| Raquetebolista   | J | V | D | SG | SP | PG | PP | Saldo |
| ---------------- | - | - | - | -- | -- | -- | -- | ----- |
| Mario Mercado    | 2 | 2 | 0 | 4  | 0  | 60 | 38 | 22    |
| Carlos Keller    | 2 | 1 | 1 | 2  | 2  | 55 | 33 | 22    |
| Juan Salvatierra | 2 | 0 | 2 | 0  | 4  | 16 | 60 | -44   |

### Grupo D
| Raquetebolista  | J | V | D | SG | SP | PG | PP | Saldo |
| --------------- | - | - | - | -- | -- | -- | -- | ----- |
| Rodrigo Montoya | 3 | 3 | 0 | 6  | 0  | 90 | 24 | 66    |
| Ramon De Leon   | 3 | 2 | 1 | 4  | 3  | 71 | 67 | 4     |
| Maykel Moyet    | 3 | 1 | 2 | 3  | 4  | 81 | 69 | 12    |
| Erik Mendoza    | 3 | 0 | 3 | 0  | 6  | 8  | 90 | -82   |

### Grupo E
| Raquetebolista   | J | V | D | SG | SP | PG | PP | Saldo |
| ---------------- | - | - | - | -- | -- | -- | -- | ----- |
| Jake Bredenbeck  | 3 | 3 | 0 | 6  | 0  | 90 | 43 | 47    |
| Sebastian Franco | 3 | 2 | 1 | 4  | 2  | 79 | 50 | 29    |
| Edwin Galicia    | 3 | 1 | 2 | 2  | 4  | 63 | 69 | -6    |
| Jonathan Luque   | 3 | 0 | 3 | 0  | 6  | 20 | 90 | -70   |

### Grupo F
| Raquetebolista    | J | V | D | SG | SP | PG | PP | Saldo |
| ----------------- | - | - | - | -- | -- | -- | -- | ----- |
| Samuel Murray     | 3 | 3 | 0 | 6  | 1  | 99 | 47 | 52    |
| Luis Pérez        | 3 | 2 | 1 | 5  | 2  | 88 | 63 | 25    |
| Enier Chacón      | 3 | 1 | 2 | 2  | 4  | 43 | 84 | -41   |
| Fernando Kurzbard | 3 | 0 | 3 | 0  | 6  | 54 | 90 | -36   |

### Grupo G
| Raquetebolista      | J | V | D | SG | SP | PG  | PP | Saldo |
| ------------------- | - | - | - | -- | -- | --- | -- | ----- |
| Coby Iwaasa         | 3 | 3 | 0 | 6  | 2  | 106 | 71 | 35    |
| Charles Pratt       | 3 | 2 | 1 | 5  | 2  | 95  | 49 | 46    |
| Shai Manzuri        | 3 | 1 | 2 | 3  | 4  | 61  | 80 | -19   |
| Francisco Troncosco | 3 | 0 | 3 | 0  | 6  | 28  | 90 | -62   |

### Eliminatórias
| Oitavas de final | Oitavas de final         | Oitavas de final | Oitavas de final | Oitavas de final |  |  | Quartas de final | Quartas de final       | Quartas de final | Quartas de final | Quartas de final |  |  | Semifinal | Semifinal              | Semifinal | Semifinal | Semifinal |  |  | Final | Final                 | Final | Final | Final |
|                  |                          |                  |                  |                  |  |  |                  |                        |                  |                  |                  |  |  |           |                        |           |           |           |  |  |       |                       |       |       |       |
|                  |                          |                  |                  |                  |  |  |                  |                        |                  |                  |                  |  |  |           |                        |           |           |           |  |  |       |                       |       |       |       |
|                  |                          |                  |                  |                  |  |  | 1                | Álvaro Beltrán (MEX)   | 15               | 15               |                  |  |  |           |                        |           |           |           |  |  |       |                       |       |       |       |
| 8                | Coby Iwaasa (CAN)        | 9                | 15               | 11               |  |  | 8                | Coby Iwaasa (CAN)      | 14               | 13               |                  |  |  |           |                        |           |           |           |  |  |       |                       |       |       |       |
| 9                | Sebastian Franco (COL)   | 15               | 13               | 0                |  |  |                  |                        |                  |                  |                  |  |  | 1         | Álvaro Beltrán (MEX)   | 15        | 15        |           |  |  |       |                       |       |       |       |
| 5                | Jake Bredenbeck (USA)    | 15               | 15               |                  |  |  |                  |                        |                  |                  |                  |  |  | 4         | Mario Mercado (COL)    | 7         | 5         |           |  |  |       |                       |       |       |       |
| 12               | Ramón de León (DOM)      | 3                | 9                |                  |  |  | 5                | Jake Bredenbeck (USA)  | 8                | 15               | 8                |  |  |           |                        |           |           |           |  |  |       |                       |       |       |       |
| 13               | Felipe Camacho (CRC)     | 3                | 4                |                  |  |  | 4                | Mario Mercado (COL)    | 15               | 8                | 11               |  |  |           |                        |           |           |           |  |  |       |                       |       |       |       |
| 4                | Mario Mercado (COL)      | 15               | 15               |                  |  |  |                  |                        |                  |                  |                  |  |  |           |                        |           |           |           |  |  | 1     | Álvaro Beltrán (MEX)  | 15    | 6     | 0     |
| 3                | Rodrigo Montoya (MEX)    | 15               | 15               |                  |  |  |                  |                        |                  |                  |                  |  |  |           |                        |           |           |           |  |  | 3     | Rodrigo Montoya (MEX) | 9     | 15    | 11    |
| 14               | José Daniel Ugalde (ECU) | 0                | 5                |                  |  |  | 3                | Rodrigo Montoya (MEX)  | 15               | 15               |                  |  |  |           |                        |           |           |           |  |  |       |                       |       |       |       |
| 11               | Carlos Keller (BOL)      | 15               | 10               | 5                |  |  | 6                | Samuel Murray (CAN)    | 7                | 10               |                  |  |  |           |                        |           |           |           |  |  |       |                       |       |       |       |
| 6                | Samuel Murray (CAN)      | 13               | 15               | 11               |  |  |                  |                        |                  |                  |                  |  |  | 3         | Rodrigo Montoya (MEX)  | 15        | 15        |           |  |  |       |                       |       |       |       |
| 7                | Charles Pratt (USA)      | 13               | 15               | 11               |  |  |                  |                        |                  |                  |                  |  |  | 2         | Conrrado Moscoso (BOL) | 14        | 10        |           |  |  |       |                       |       |       |       |
| 10               | Luis Pérez (DOM)         | 15               | 10               | 5                |  |  | 7                | Charles Pratt (USA)    | 7                | 7                |                  |  |  |           |                        |           |           |           |  |  |       |                       |       |       |       |
|                  |                          |                  |                  |                  |  |  | 2                | Conrrado Moscoso (BOL) | 15               | 15               |                  |  |  |           |                        |           |           |           |  |  |       |                       |       |       |       |
|                  |                          |                  |                  |                  |  |  |                  |                        |                  |                  |                  |  |  |           |                        |           |           |           |  |  |       |                       |       |       |       |